# 浄橋寺
浄橋寺（じょうきょうじ）は、兵庫県西宮市にある西山浄土宗の寺院である。本尊の阿弥陀三尊像は重要文化財である。

## 寺号
寛喜年中（1229年～1232年）、西山国師・証空が琴鳴山麓で出会った山賊を諭し、武庫川に橋をかけ「浄橋」と名付けて橋を通る旅人の通行料（橋銭）によって生活を正したと伝えられる。橋の名前から浄橋寺とされ、橋寺とも称される。

## 歴史
1241年（仁治2年）、証空が浄橋の西岸に建立したと伝えられる。有馬街道の要衝に位置して発展した。文明5年（1473年）火災で焼失、再興されたが、天正6年（1578年）に織田信長と荒木村重の兵火によって再び焼失した。現在の姿に再興されたのは、明治に入ってからである。

## 文化財

### 重要文化財（国指定）
- 木造阿弥陀如来及び両脇侍像 - 阿弥陀如来・観音菩薩・勢至菩薩の阿弥陀三尊。ヒノキ材の寄木造りで、表面に金箔が貼られている。鎌倉時代前期の作と推定される。
- 銅鐘 - 寛元2年（1244年）9月、願主沙門証空の銘があり、経文や証空の文章が鋳出されている。

### その他の文化財
- 紙本著色善慧上人（証空）伝絵 - 室町時代の作品で、全6巻。兵庫県指定有形文化財。
- 石造露盤 - 相輪の一部。西宮市指定重要有形文化財。
- 石造五輪塔 - 花崗岩製で、鎌倉時代末期の建立と推定される。西宮市指定重要有形文化財。[1]
- 石造五輪塔 - 花崗岩製で、南北朝時代の建立と推定される。西宮市指定重要有形文化財。
- 石造五輪塔 - 花崗岩製で、南北朝時代の建立と推定される。西宮市指定重要有形文化財。

## 札所
- 西山国師遺跡霊場（16ヶ所と番外5ヶ所）第16番（結願寺）

## 所在地・交通
兵庫県西宮市生瀬町2-20-24
- JR西日本福知山線、生瀬駅から徒歩5分

## 周辺情報
- 生瀬皇太神社
- 西宮市立生瀬小学校
- 生瀬橋、新生瀬大橋